# (7690) Sackler
(7690) Sackler ist ein Asteroid des mittleren Hauptgürtels, der am 25. März 1991 von dem niederländischen Astronomenehepaar Cornelis Johannes van Houten und Ingrid van Houten-Groeneveld am Palomar-Observatorium (IAU-Code 675) entdeckt wurde.
Die Entdeckung geschah im Rahmen der Ersten Trojaner-Durchmusterung, bei der von Tom Gehrels mit dem 120-cm-Oschin-Schmidt-Teleskop des Palomar-Observatoriums (IAU-Code 675) aufgenommene Feldplatten an der Universität Leiden durchmustert wurden.
Der Asteroid ist Mitglied der Agnia-Familie, einer Gruppe von Asteroiden, die vor maximal 140 Millionen Jahren durch das Auseinanderbrechen eines großen Körpers entstanden ist und nach ihrem größten Mitglied (847) Agnia benannt wurde.
Der Himmelskörper wurde am 11. Februar 1998 nach dem US-amerikanischen Unternehmer und Kultursponsor Raymond Sackler (1920–2017) und seiner Frau Beverly Sackler benannt, der durch die Werbeaktivitäten seiner Firma Purdue Pharma für das Medikament Oxycontin die Opioidkrise in den USA auslöste.